# Sitrída Džadža
Sitrída Tawk Džadža (arabsky ستريدا طوق جعجع‎‎; 15. května 1967 Kumasi) je libanonská politička, od července 2005 poslankyně Parlamentu Libanonu za okres Bšarré. Je také členkou výkonného výboru Libanonských sil, v jejichž čele stojí její manžel Samir Džadža. V letech 1994–2005, v době zatčení jejího manžela, se významně podílela na řízení strany Libanonské síly.

## Raný život
Pochází z významné maronitské libanonské rodiny Tawk, která vlastnila podniky v západní Africe (Ghana). Její politická aktivita začala na Libanonské americké univerzitě (LAU) a vedla k setkání s vůdcem Libanonských sil Samirem Džadžou, za kterého se v roce 1991 provdala. V roce 1994 získala bakalářský titul z politologie.

## Politická kariéra
V roce 1994 vedla syrská okupace Libanonu k zákazu strany Libanonské síly a uvěznění jejího předsedy Samira Džadži. Po politickém zákazu převzala funkci předsedkyně Sitrída Džadža, která udržovala spojení mezi příznivci strany a jejím uvězněným vůdcem.
V listopadu 2003, po usmíření v Džabalu, navštívila Barúk, aby vyjádřila soustrast po úmrtí drúzského šejka Abú Hassana Arefa Haláwího.

## Nadace Cedar’s Mountain Foundation
V červnu 2007 založila Cedar's Mountain Foundation (CMF), nevládní neziskovou organizaci, která se věnuje udržitelnému rozvoji na mnoha úrovních (ekonomické, sociální, zemědělské, vzdělávací a environmentální).
Výstavba studentského domu v Dbaji byla dokončena v dubnu 2018. Jedná se o projekt studentského bydlení za 16 milionů dolarů o rozloze 6 500 m2, který se skládá ze 121 pokojů a několika špičkových zařízení.